# Margarita Andreu

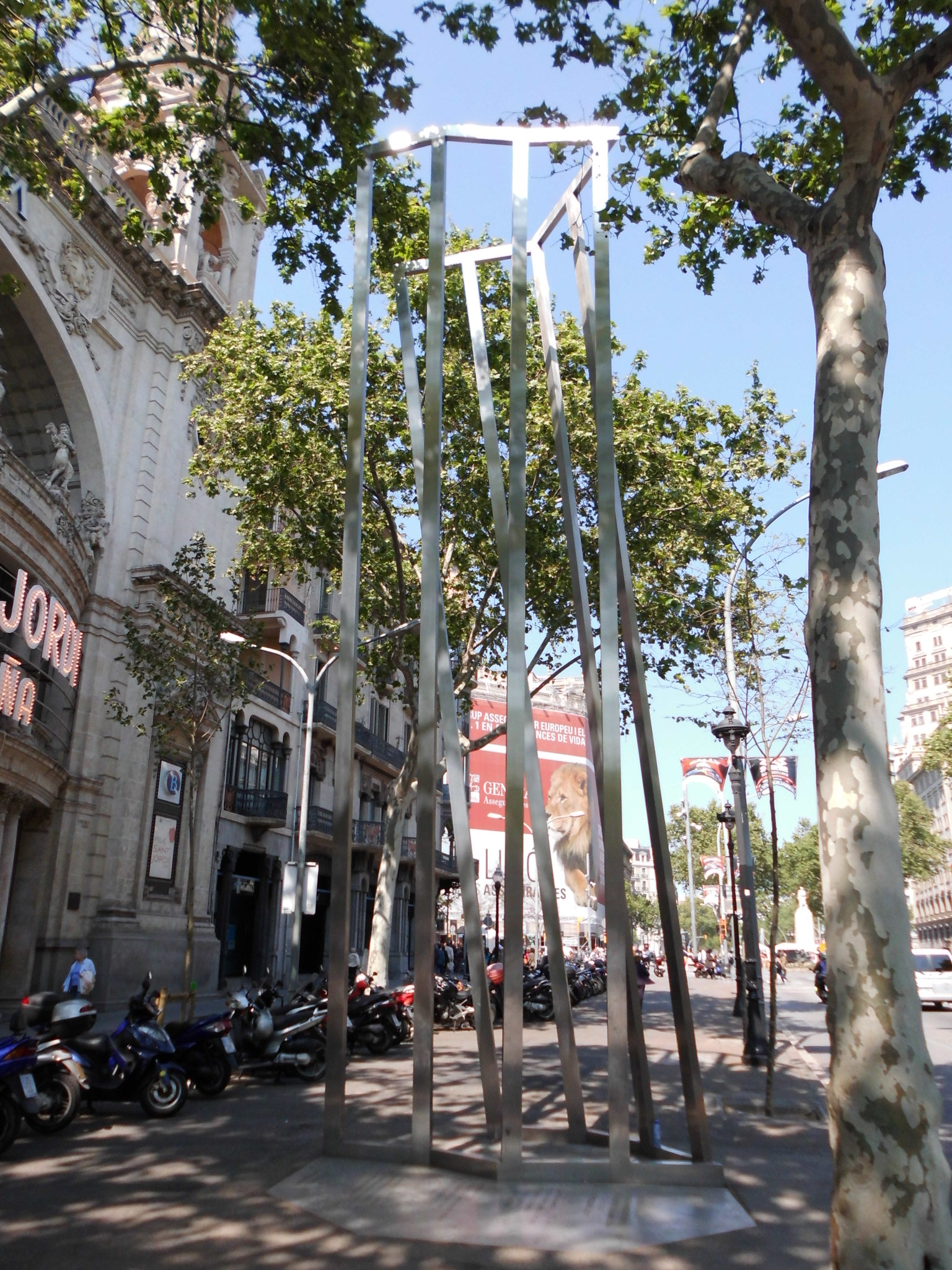
Encaix

Margarita Andreu (Serchs, 1953-Barcelona, 2013) fue una artista española multidisciplinar  interesada por la escultura, el espacio y la arquitectura. Graduada en la Facultad de Bellas Artes de Barcelona, en su obra utilizaba diferentes medios, desde la pintura a las instalaciones, desde la escultura a la fotografía, o incluyendo técnicas de diseño gráfico, para explorar y desarrollar un nuevo concepto de espacio en la escena del arte contemporáneo.
Construyó su personal universo lingüístico a partir de elementos como la inmaterialidad, el vacío, los reflejos de la luz, y también, a partir de la geometría de módulos constructivos: la rigidez de las estructuras arquitectónicas, el brillo del acero y el vidrio. 
Las relaciones entre la luz y el espacio, el vacío y lo lleno, el color y la transparencia son algunos de los principales ejes que vertebraron el trabajo de investigación de la artista.

## Obra
En sus inicios Margarita Andreu dirigió varios proyectos, incluyendo murales e instalaciones, en los cuales centró su punto de vista en la relación entre espacio y color. En sus primeras obras la luz desempeña un papel dominante en esta relación y en la transformación del espacio, así como en trabajos más recientes, donde también rediseñaba el espacio, planteando una percepción nueva.
En sus obras creaba nuevas experiencias de espacio cambiando la visión del espectador a través de la alteración de condiciones de iluminación, de color, con reflejos, espejos, utilizando el juego de la transparencia entre el interior y el exterior, como en "Contenidor" y "Obra Pública" de 1992 y "Contenidor Transparent", de 1993.
Otros trabajos dieron al público la oportunidad de participar de forma activa interviniendo y reorganizando la ubicación de los elementos en el espacio, como en "Recinte"  de 2001 y "Perímetre"  de 2004. Tras la experiencia de esas intervenciones, el espectador se convirtió en elemento necesario como en "Dos plataformas"  de 2004, en la que el visitante podía subir en dos plataformas inestables y experimentar sensaciones de desorientación. El mareo y la desorientación en el espacio se convirtieron en características adicionales en las instalaciones de Margarita Andreu.
El gran interés por el color y el espacio queda patente una vez más en sus trabajos en entorno urbano donde buscaba la transformación y su capacidad de diálogo con obras tan emblemáticas como "Intervención de los túneles de la Gran Vía de L'Hospitalet"  dónde un conjunto de paneles de colores situados a ambos lados de la vía rompen la monotonía y la oscuridad, desembocando durante el recorrido en una experiencia dinámica, o "Encaix"  una escultura de acero situada en la Gran Vía de Barcelona, pieza creada en homenaje a las víctimas de los bombardeos de la aviación fascista sobre la capital catalana en 1938, donde destaca el tratamiento del espacio, dando la visión de una actitud abierta de esperanza por la paz.

### Instalaciones
Espais afegits 2010 I  II 
CONCA, Centre d'art contemporani, Canòdrom
Entreveure, the gesture of the image, 2010
Porin Museum, Finlandia
Stadt Land Fluss, 2008 
Galería Box, Berlín
Captures, 2007 I II III 
Captures Espai Ubú, Barcelona
Risonanze, 2006 
Annotare Galería Michela Rizzo, Venecia
Corner-The Mute Space, 2005 
Sense in Place - Bay Gallery, Cardiff, 2005
Parterre, 2005 
Altres Llocs Espai Volart / Fundació Vila Casas, Barcelona Mayo/Junio 2005
Perímetre, 2004 
Veïnatges Fundació Espais d'Art Contemporani, Girona, febrero de 2004
Dos Plataformes, 2004 
Cambio Constante Museo de Historia, Zaragoza
Gir, 2003 
Superposicions BCS Barcelona Culture Studio, Barcelona
Superposicions, 2003 
Superposicions BCS Barcelona Culture Studio, Barcelona
Plataforma i Llum, 2003 
Circulacions Galería Antonio de Barnola, Barcelona 2003
Recinte, 2001 
Recinte Met-Room, Barcelona noviembre de 2001 - enero de 2002
Espais Transitats, 2000 
Espais Transitats, 491 Art i Recerca / primavera fotogràfica. Barcelona 2000 
Espacios Transitados, Galería Obra Aberta. Porto Alegre, Brasil, 2001 
Espais Transitats 2000-2015, MCAM Galeria d'Art. Barcelona 2015
Recorregut, 1997 
La niña de mis ojos Galería Trayecto, Vitoria
Desplegament, 1997 
Hivernacle Fundació Espais d'Art Contemporani, Girona
Hivernacle, 1997 
Hivernacle Fundació Espais d'Art Contemporani, Girona
Des de Dintre, 1997 
Des de Dintre Museu d'Art, Girona
Humitat, 1996 
Humitat Fundació La Caixa, Barcelona
Mirador, 1996 I  II 
Mirador Horno, Pamplona mayo de 1996 - El Roser, Lérida, septiembre de 1996
Compartiments, 1995 
Galería Carles Poy, Barcelona 
Sostre, 1994 
Galería Carles Poy, Barcelona, noviembre de 1994 
Sense títol, 1993 
Tot l'Espai. Espais lliures de la Universitat. Espai B5-125.
Universitat Autònoma de Barcelona (UAB), Bellaterra.
Del 28 de octubre al 17 de diciembre de 1993. 
Contenidor Transparent, 1993 
Col·legi d'Aparelladors, Barcelona 
Obra Pública, 1992 I  II 
Obra Pública Museo de Historia, Barcelona
Contenidor, 1992
Galería Angels de la Mota, Barcelona

### Fotografía
Serie Entreveure, 2010 
Entreveure/ Viewer Pori Taidemuseo, Pori (Finlandia)
febrero / abril de 2009
Bicocca, 2009 
Connecting Cultures, Milán - abril de 2009
Moscú, 2005 
Altres Llocs, 2005 I II III IV V 
Espai Volart / Fundació Vila Casas, Barcelona Mayo/Junio 2005
Entrambi Luoghi, 2004 I II III IV 
Fondazione Querini Stampalia, Venezia - diciembre de 2004
Aparences, 2004 
Espai i Recerca, Barcelona - abril de 2004
Veïnatges, 2004 
Fundació Espais d'Art Contemporani, Girona, febrero de 2004
Circulacions, 2003 I  II 
Galería Antonio de Barnola, abril de 2003
Itineraris, 2003 
Galería Antonio de Barnola, abril de 2003
Fragments, 2002 
Galería Antonio de Barnola, ARCO, Madrid
Recintes, 1999 
Met-Room 2000 / MUA Alicante, 2002
Seqüències, 2001 
Triennal, Palau de la Virreina, Barcelona
Museu, 1998 
Galería Antonio de Barnola, febrero de 1999 / VISOR, septiembre de 1999
Localitzacions, 2000 
Metrònom Barcelona, noviembre de 2003
Moments, 1998 
Can Palauet Mataró, junio de 1998
Múltiples, 1998-1999 
Compartiments, 1995 - 1998 
Galería Carles Poy 1995
Obra Pública, 1992 
Museu d'Història de la Ciutat Barcelona, junio de 1992
Viatges, 1983 
Fundació Miró, 1983

### Vídeos
Una magnífica coincidència, 2007
Sense la sabata - Recitació, 2007
Recitacions, Círculo de Lectores. Barcelona 2007. 
Recitacions, Espai Brossa. Barcelona 2007 
Recitacions, Fundació Palau, Caldes d'Estrac. Barcelona 2007
Annotare, 2006
Annotare, Galleria Michela Rizzo. Vanècia 2006 
Annotare, Galería Antonio de Barnola / Festival LOOP. Barcelona 2008 
Espais Transitats 2000-2015, MCAM Galeria d'Art. Barcelona 2015
Apertura di Scena – Stela, Quadro di scena, Parole in fretta, 2006
Space and Empty, Teatro Junghans, Venecia 2006
Sincronies, 2005
Ritmes, 2005
Perímetres, 2004
Veïnatges, Espais d'Art Contemporani, Girona 2004
Espais Transitats, 2000
Espacios Transitados, Galería Obra Aberta. Porto Alegre, Brasil, 2001

### Proyectos
Le Sol, 2007 
Espace Jeunes, Rennes
Intervención en los túneles de la Gran Via del Hospitalet, 2003-2006 I  II 
Castelao, Centre Comercial, Plaça Europa, Can Tries, Miguel Hernández
Panells Mòbils 
Proyecto para el estudio 'Pich-Aguilera Arquitectes', Barcelona
Inicio 2004
Encaix 2003, Homenaje a las víctimas de los bombardeos del 1938 sobre Barcelona 
Gran Via de les Corts Catalanes entre Rbla Catalunya y Balmes, Barcelona
Obra acabada abril de 2003
Fachada de la extensión de la Bibliothèque Universitaire de Rennes, 2003 
Obra acabada diciembre de 2003
Fachada Casa Batlle, 2002 
Calle Pomaret, Barcelona
Obra acabada en julio de 2002

### Pinturas
Taques I, 1984-1998
Papel de seda / Acrílico
1,70 x 1,30 m
Taques II, 1984-1998
Papel de seda / Acrílico
1,70 x 1,30 m
Taques III, 1982-1984
Tela / Acrílico
1,30 x 1,30 m

### Series digitales
Ritmes I, 2003
Ritmes II  -  II bis , 2000 - 2005
Ritmes III, 2001
Múltiple, 2003

### Dibujos
Traç, 2000
Traç Rombs, 2003
Traç Marró, 2000
Traç, 2000 - 2004  	I  	II
Trames, 2001

### Obra gráfica
S/T, 1998
Serigrafia 
In Situ, 491 Art i Recerca. Barcelona 1998 Espais Transitats 2000-2015, MCAM Gallery. Barcelona 2015